# Vähä Askanniemi
Vähä Askanniemi är en ö i Finland. Den ligger i sjön Kemi träsk och i kommunen Kemijärvi i den ekonomiska regionen  Östra Lapplands ekonomiska region  och landskapet Lappland, i den norra delen av landet, 700 km norr om huvudstaden Helsingfors. Öns area är 3,8 hektar och dess största längd är 350 meter i öst-västlig riktning.